# Hosts文件
Hosts文件是一个没有扩展名的操作系统文件，以表的形式存储了主机名和IP地址的映射关系。Hosts又称host table，译为“主机表”。现代系统中，虽然DNS取代了主机表，但主机表的应用依旧很广。和DNS不同的是，用户可以直接对Hosts文件进行控制。

## 用途
Hosts文件是大多数系统都存在的一个小型主机表。Hosts文件中包含了本地网络重要的主机名和地址信息，查询Hosts文件得到的结果比通过查询DNS得到的结果优先级更高。

### 衍生用途
Hosts文件也可以用于其它情况，例如可以将已知的广告服务器重定向到无广告的机器（通常是本地网络地址，如： 127.0.0.1）以过滤广告。使用Hosts文件还可以减少对DNS服务器的查询次数以加快访问网站的速度。
Hosts文件的另一个重要用途就是用于拦截一些恶意网站的请求，从而防止访问欺诈网站、感染病毒或恶意软件。
在面对网络审查的技术机制下，Hosts也被利用来处理因域名服务器缓存污染而对访问域名的地址解析进行修正，或者涉及域名与IP地址关系的技术调整等。

## 历史
最初在Internet的前身ARPANET中，其成员SRI International手动维护并分享了一个名为HOSTS.TXT的文件，其中就包括主机名称和对应地址。1983年DNS系统开始开发，1984年得到了发展。在网络快速的发展过程中，可以自动提供动态的主机名解析。不过在现代操作系统中，Hosts文件仍然是一个可以作为备用手段的名称解析机制。

## 平台差异
Hosts文件在不同操作系统中的位置如下表所示：
| 操作系统                        | 版本                                                      | 路径                                                                 |
| ------------------------------- | --------------------------------------------------------- | -------------------------------------------------------------------- |
| Unix、类Unix系统（例如Linux等） |                                                           | /etc/hosts                                                           |
| Microsoft Windows               | 3.1                                                       | %WinDir%\HOSTS                                                       |
| Microsoft Windows               | 95、98、ME                                                | %WinDir%\hosts                                                       |
| Microsoft Windows               | NT、2000、XP、2003、Vista、 2008、7、2012、8、8.1、10、11 | %SystemRoot%\System32\drivers\etc\hosts                              |
| Windows Mobile、Windows Phone   |                                                           | 注册表项HKEY_LOCAL_MACHINE\Comm\Tcpip\Hosts                          |
| Apple Macintosh                 | 9或更早版本                                               | Preferences或System目录中                                            |
| Apple Macintosh                 | Mac OS X 10.0–10.1.5                                      | 通过NetInfo或niload设置                                              |
| Apple Macintosh                 | Mac OS X 10.2和更新版本                                   | /etc/hosts（指向/private/etc/hosts的符号链接）                       |
| Novell NetWare                  |                                                           | SYS:etc\hosts                                                        |
| OS/2和eComStation               |                                                           | "bootdrive":\mptn\etc\                                               |
| Symbian                         | Symbian OS 6.1–9.0                                        | C:\system\data\hosts                                                 |
| Symbian                         | Symbian OS 9.1+                                           | C:\private\10000882\hosts                                            |
| MorphOS                         | NetStack                                                  | ENVARC:sys/net/hosts                                                 |
| AmigaOS                         | 4                                                         | DEVS:Internet/hosts                                                  |
| AROS                            |                                                           | ENVARC:AROSTCP/db/hosts                                              |
| Android                         |                                                           | /etc/hosts（指向/system/etc/hosts的符号链接）                        |
| iOS                             | iOS 2.0和更新版本                                         | /etc/hosts（指向/private/etc/hosts的符号链接）                       |
| TOPS-20                         |                                                           | <SYSTEM>HOSTS.TXT                                                    |
| Plan 9                          |                                                           | /lib/ndb/hosts                                                       |
| BeOS                            |                                                           | /boot/beos/etc/hosts                                                 |
| Haiku                           |                                                           | /boot/common/settings/network/hosts                                  |
| OpenVMS                         | UCX                                                       | UCX$HOST                                                             |
| OpenVMS                         | TCPware                                                   | TCPIP$HOST                                                           |
| RISC OS                         | 3.7, 5                                                    | !Boot.Resources.!Internet.files.Hosts                                |
| RISC OS                         | later boot sequence                                       | !Boot.Choices.Hardware.Disabled.Internet.Files.Hosts（RISC OS 6.14） |

在Windows中，默认的Hosts文件通常是空白的或包含了注释语句并使用了以下的默认规则：
```
127.0.0.1    localhost
::1          localhost

```

## 相关链接
- Resolv.conf
- 恶意软件
- 间谍软件
- TCP/IP协议

### 自定义Hosts文件
- （英文）Most Valuable Professional (MVP) site（页面存档备份，存于） 每月更新的自定义Hosts文件
- （英文）Dan Pollock's hosts file（页面存档备份，存于） 几乎每天更新的Hosts文件
- （英文）HPHosts – 用于广告拦截的Hosts文件
- （英文）The Security Now! podcast page on the hosts file（页面存档备份，存于）
- （英文）Mikes Ad-Blocking hosts file（页面存档备份，存于） – 可直接下载合并或使用安装程序
- （英文）SCoooBY’s Hosts File – 较大的广告服务器列表
- （英文）Ad Blocking Lists（页面存档备份，存于） – Peter Lowe的列表
- （法文） Airelle Lists（页面存档备份，存于） – 超过500,000个网站的Hosts文件黑名单
- （简体中文） lennylxx（页面存档备份，存于） – 中国大陆IPv6版的Hosts文件（一般适用于教育网）
- （简体中文） vokins（页面存档备份，存于） – 中国大陆屏蔽常见广告的Hosts文件
- （简体中文） googlehosts（页面存档备份，存于） – 中国大陆IPv4版的Hosts文件

### 管理Hosts的应用程序
- （简体中文）HostsX – 记事本风格、支持自动更新Hosts文件的免费软件
- （英文）Abelhadigital's HostsMan 3.1.55（页面存档备份，存于） – 可自动更新Hosts文件的免费软件
- （英文）Kimberly's Hosts Manager – 管理Hosts文件的免费软件
- （英文）Funkytoad's HostsXpert v4.0 – 用于排列并整理Hosts文件的免费软件
- （英文）Mike Meyer's HostsToggle 2.1（页面存档备份，存于） – 开放源代码的Hosts文件工具
- （英文）KH Blocker – 管理广告拦截的Hosts文件管理器
- （英文）Ray Marron's Hostess（页面存档备份，存于） – 免费的Hosts文件管理器